# Ocna Dejului, Cluj

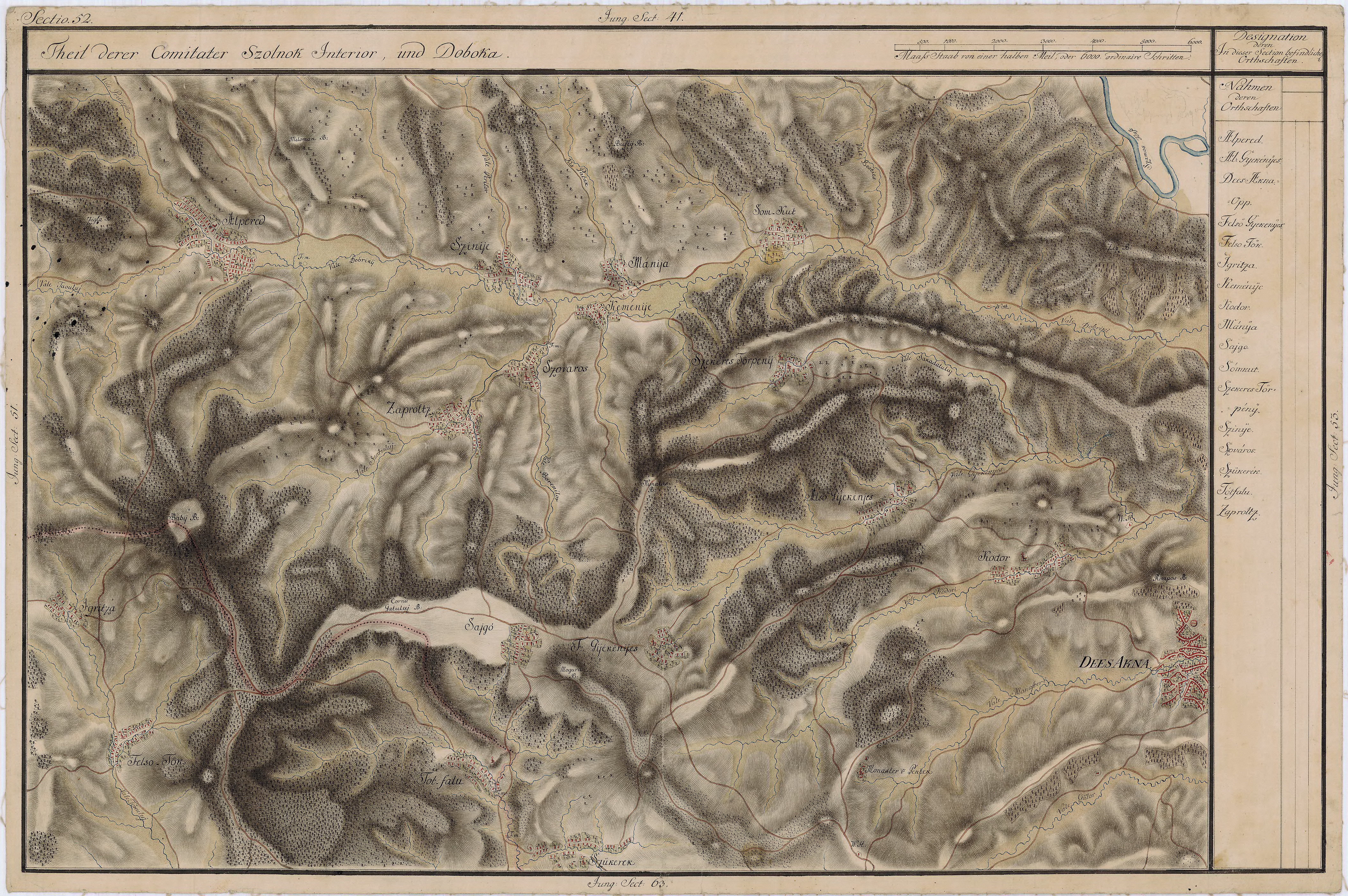
Ocna Dejului pe Harta Iosefină a Transilvaniei, 1769-1773

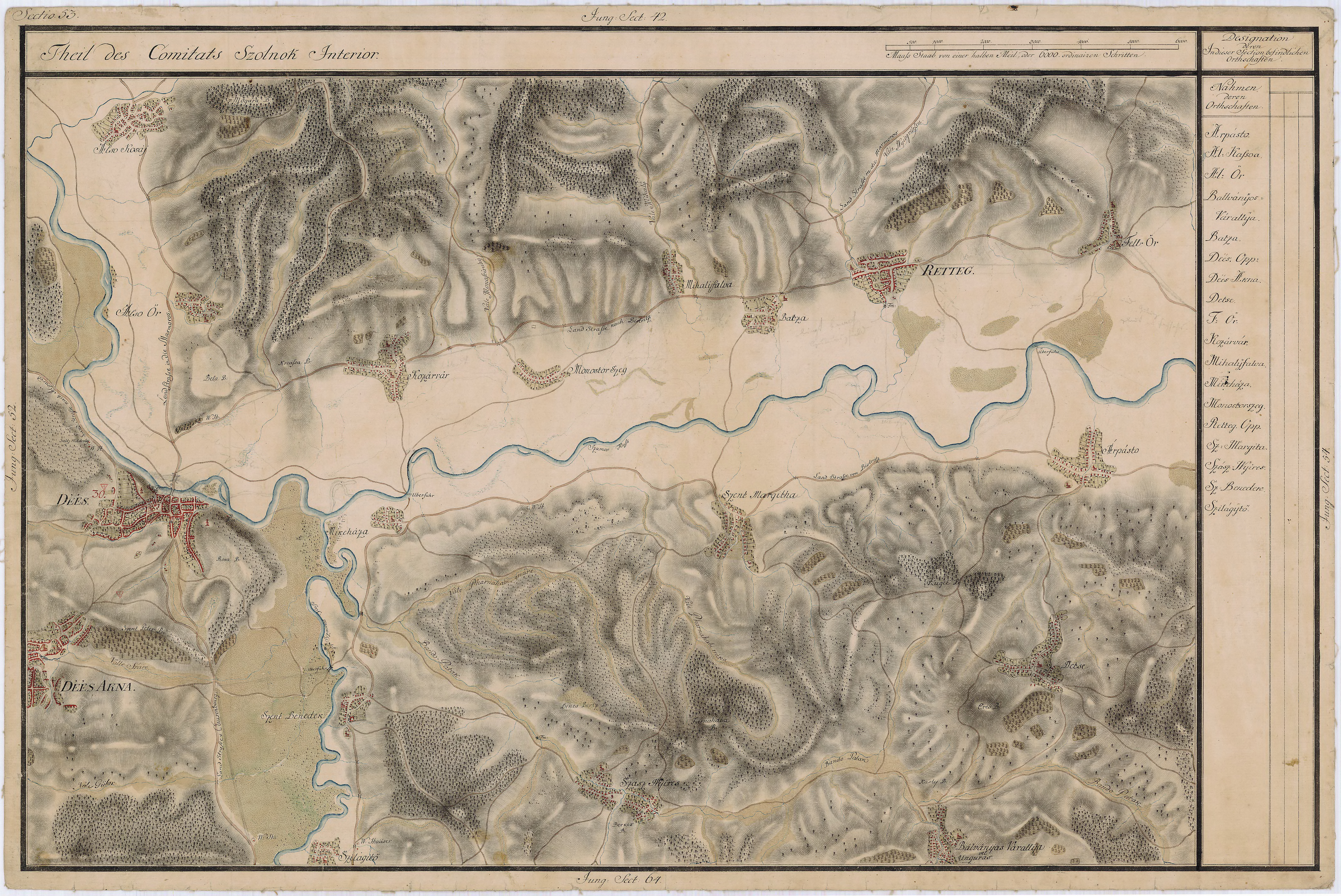

Ocna Dejului, colocvial Ocna Dej, mai demult Ocne (în dialectul săsesc Okne, în germană Salzdorf, Salzgruben, în maghiară Désakna) este o localitate componentă a municipiului Dej din județul Cluj, Transilvania, România.

## Istoric
Așezarea fortificată preistorică din punctul „Huhui” este înscrisă pe lista monumentelor istorice din județul Cluj, elaborată de Ministerul Culturii și Patrimoniului Național din România în anul 2010.

## Lăcașuri de cult
- Biserica Romano-Catolică, din secolul al XVIII-lea.
- Biserica "Sf. Gheorghe" (1776), str. Salbelor.

Ambele biserici sunt înscrise pe lista monumentelor istorice din județul Cluj (2010).

## Resurse naturale
Zăcământul de sare gemă, exploatat din timpuri imemoriale, apare ca extremitate a tortonianului salifer din partea de nord-vest a Transilvaniei, sub forma unui orizont nediapirizat, situat aproape de suprafață, cu grosimi ce variază între 10 și 160 m. Conturarea masivului de sare s-a făcut în limitele zonei exploatate prin lucrări subterane sau cercetate prin lucrări de explorare de suprafață (cca 4 km pe direcție nord-sud și cca 2 km pe direcție est-vest). Orizontul sării acoperă însă, foarte probabil (fără discontinuități), întreaga platformă puțin tectonizată dintre Beclean-Dej-Gherla.
Pe teritoriul acestei localități se găsesc izvoare sărate, saramura fiind întrebuințată din vechi timpuri de către localnici.

## Lacuri antroposaline
Lacuri antroposaline s-au format pe locul unor foste exploatări de sare surpate.
a) sectorul nordic: Lacul Toroc-Cabdic și fostul Lac nr.1.
b) sectorul sudic: Lacul Iosif, Lacul Ștefan, Lacul Mina Mare.

## Economie
- Exploatarea sării geme în stare solidă (Salina Ocna Dej).

## Tehnica de deschidere a ocnelor conice de sare din Ardeal
Înainte de deschiderea unei noi ocne de sare în Ardeal și Maramureș, se făceau deobicei foraje de explorare. Dacă până la adâncimea de 36 m (18 Klafter = 18 stânjeni) nu se intercepta sarea, se renunța la proiect, din cauza adâncimii prea mari a puțurilor. Ideal era ca solul să aibă o grosime de max. 10–12 m (5-6 stânjeni). La un rezultat pozitiv al primului foraj, se executa un al doilea, la o distanță de 6 m (3 stânjeni) de primul, pentru stabilirea exactă a grosimii stratului acoperitor deasupra celui de al doilea puț. Al doilea puț se amplasa preferențial la aceeași cotă cu primul sau cu max. 4–6 m (2-3 stânjeni) diferență de nivel față de primul puț. Un puț era rezervat pentru intrarea și ieșirea minierilor din ocne (cu ajutorul unor frânghii de cânepă), iar celălalt puț pentru extragerea sării din subteran. Puțurile se săpau cu profil patratic, fiecare latură având 2,8 m (9 pași; 1 pas = 0,3 m) până la o adâncime de 4 m (2 stânjeni) sub contactul steril-sare, după care se lărgea treptat pe următorii 4 m (2 stânjeni), cu profil tot patratic. Aici se făcea așa-numitul “fundament”, din bârne de lemn incastrate în sare, pe care se sprijinea întregul puț. Apoi se arma puțul, de jos în sus, la început cu un amestec de argilă, pleavă și lână de oaie (pentru impermeabilizarea pereților), după care cu bârne (grinzi) de lemn. Grosimea armăturilor era de 0,3 m (1 pas), astfel ca profilul efectiv al puțului se reducea în final de la 2,8 x 2,8 m la 2,5 x 2,5 m. De la nivelul steril-sare în jos pereții se căptușeau cu piele de bivol, care împiedeca contactul direct al apei cu pereții de sare. Apa care picura totuși în mină era captată și scoasă la suprafață. De la nivelul “fundamentului” în jos se săpa cu profil tot mai lărgit, conic, așa că după alți cca 8 m (4 stânjeni) cele 2 puțuri alăturate se uneau. De aici, mina lua o formă conică-ogivală cu secțiunea pe cât posibil circulară (care nu se realiza practic decât rar). Mina se declara gata pentru exploatare numai după ce un agent al administrației salinei, stând pe un bulgăre de sare în mijlocul ocnei, nu mai putea atinge tavanul ocnei cu ciocanul. Din acest moment, salariul tăietorilor de sare scădea de la 4,5 creițari (4,5 Kreuzer) pentru fiecare bloc de sare, la obișnuitul tarif de 1,5 creițari. Ocna era dată atunci oficial în funcțiune, primind totodată un nume. Costurile de deschidere ale unei ocne de sare se ridicau deobicei la peste 5.000 florini (guldeni) de argint.

## Galerie de imagini

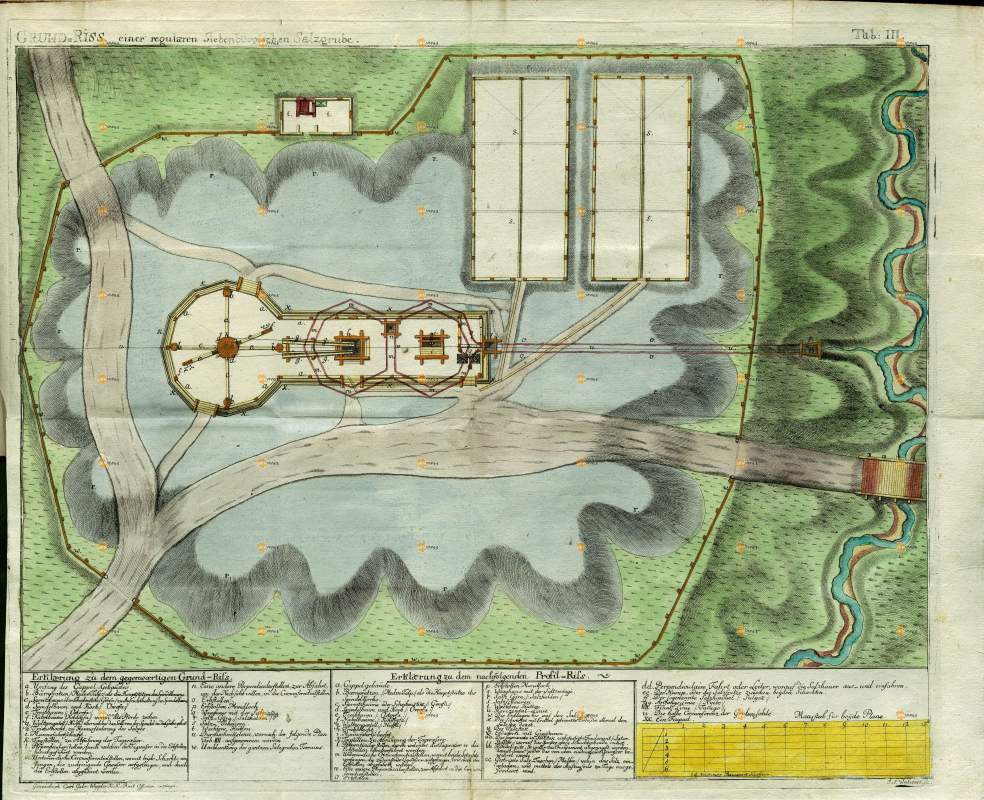
Planul unei ocne vechi de sare din Transilvania și Maramureș (după Johann Fichtel, 1780)
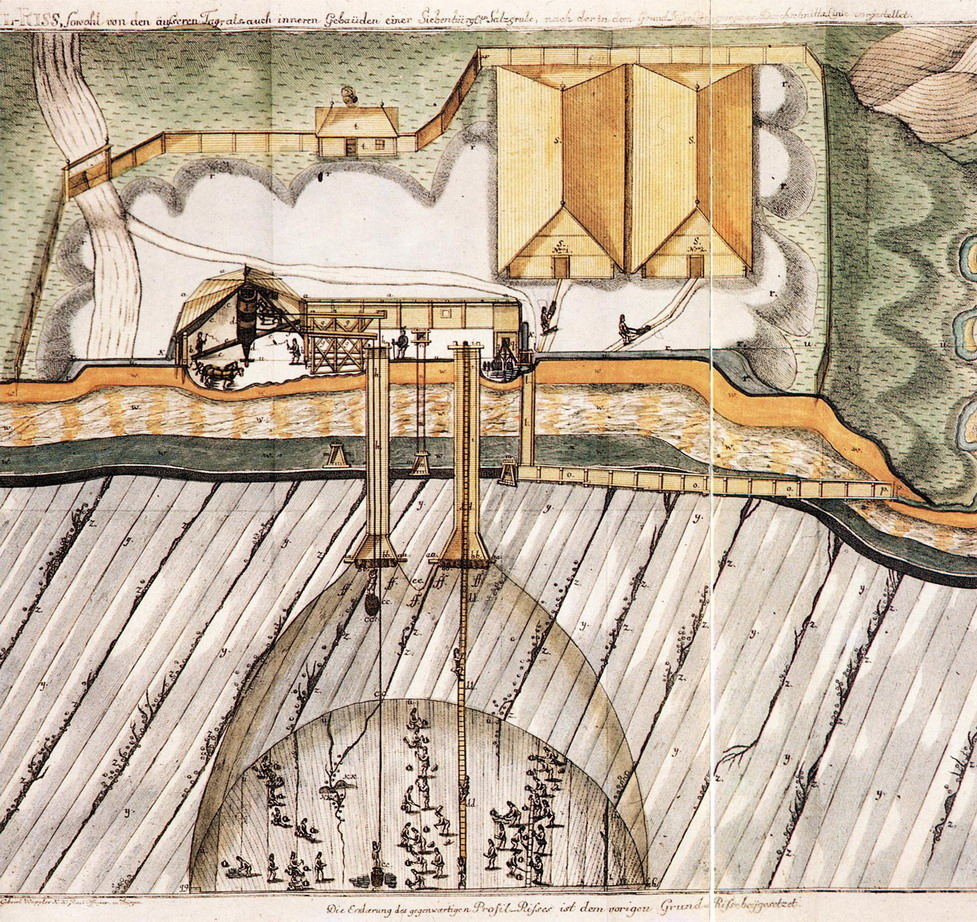
Secțiune schematică printr-o ocnă veche de sare din Transilvania și Maramureș (după Johann Fichtel, 1780)
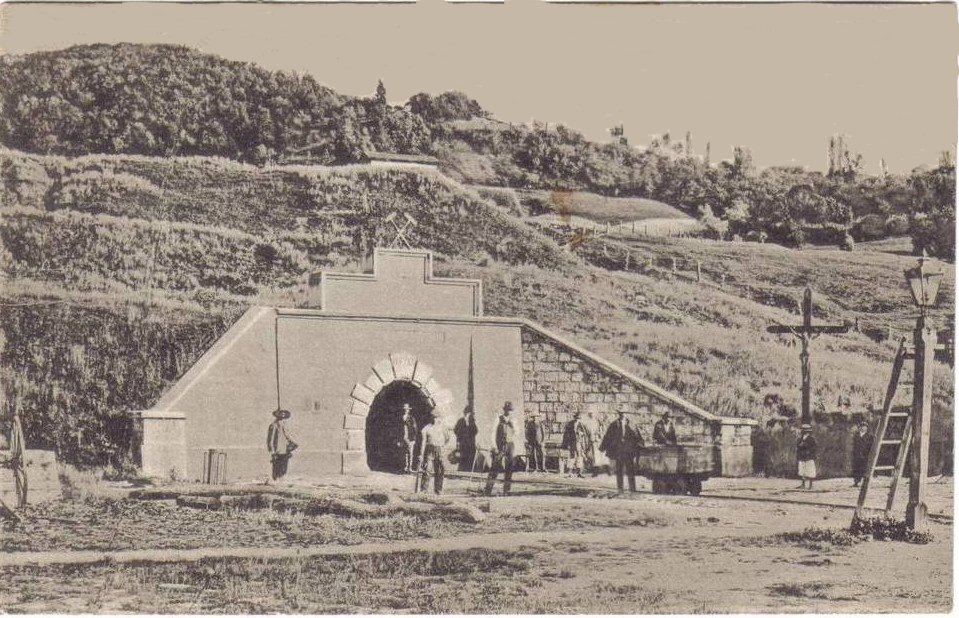
Ocna Dejului (intrarea în salină, sec. XIX)
Ocna Dejului (ocna veche Ferdinand, sec. XIX)
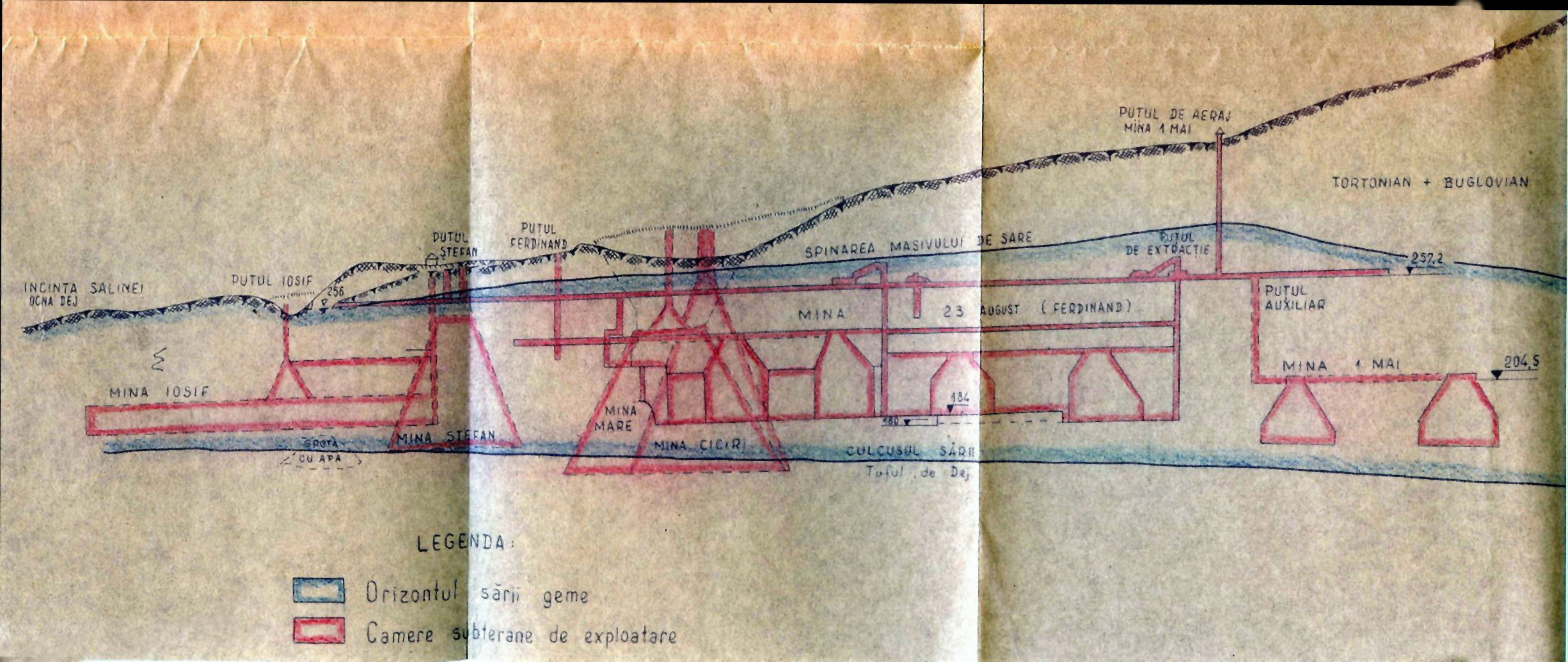
Salina Ocna Dej (secţiune prin minele vechi)
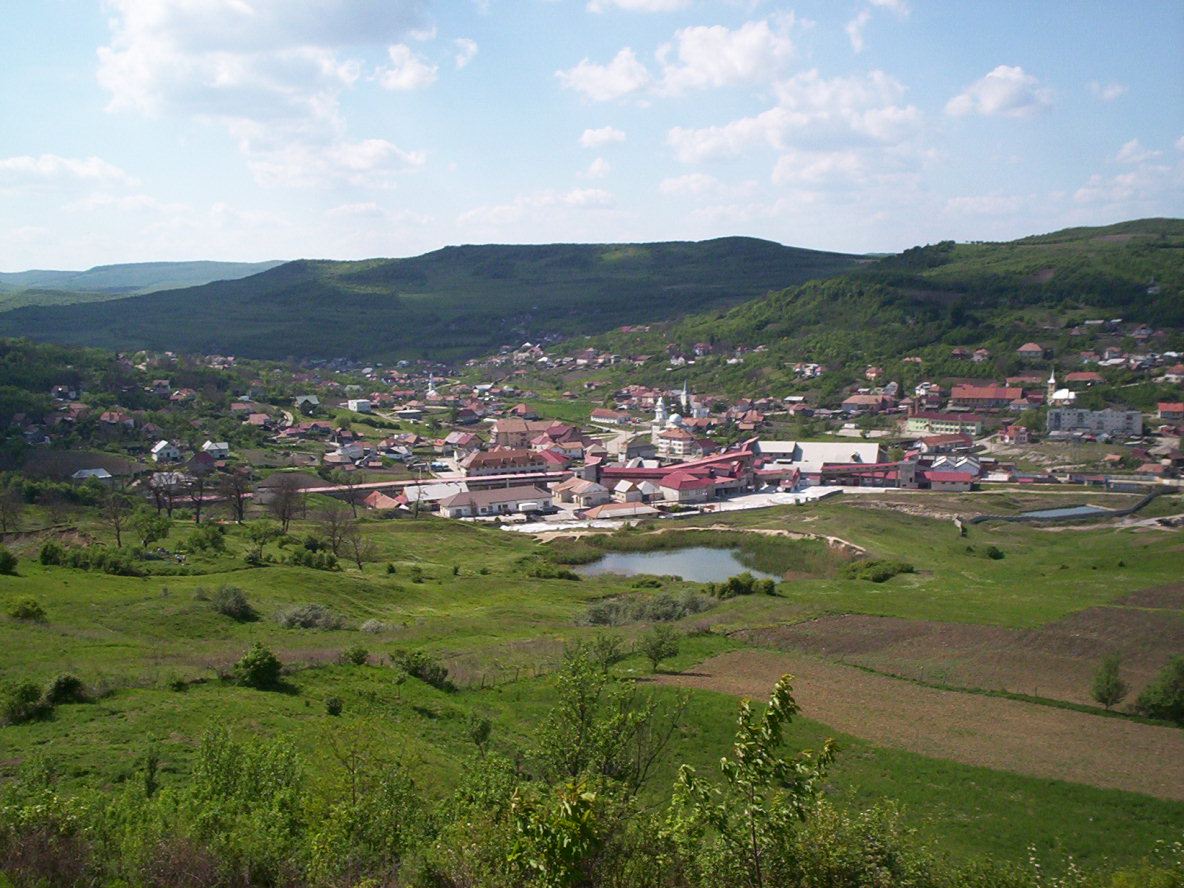
Ocna Dejului în vara anului 2007
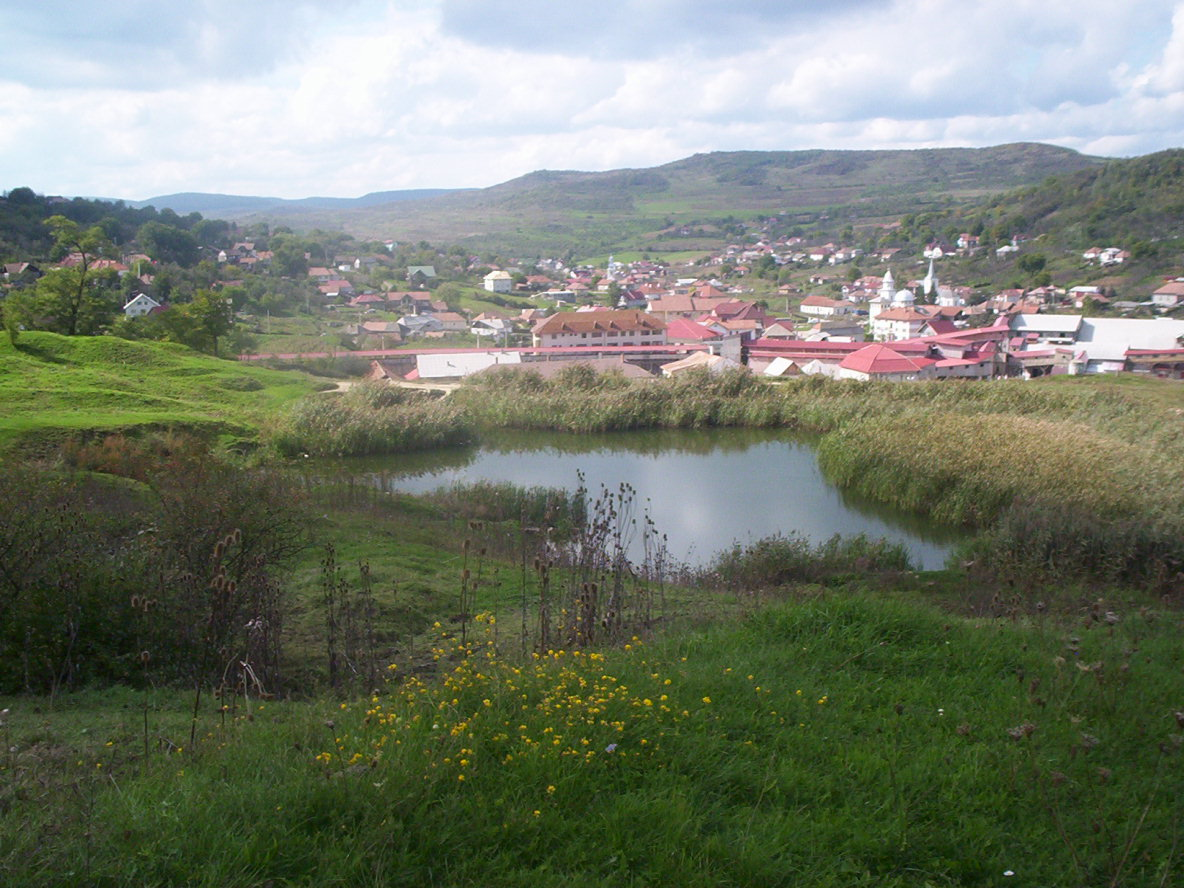
Lacul antroposalin Iosif, format pe fosta mină prăbuşită Iosif
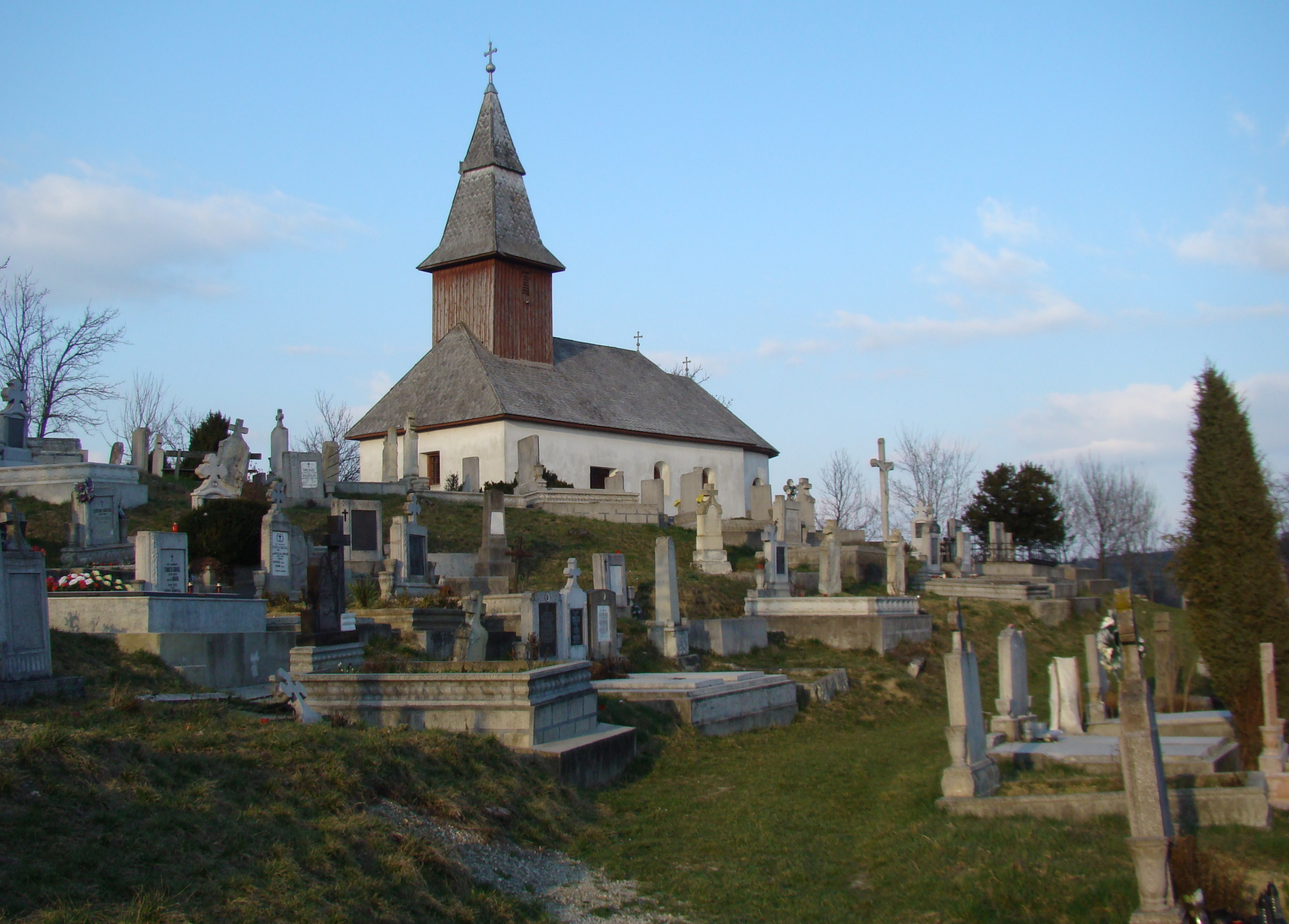
Biserica ortodoxă „Sfântul Mare Mucenic Gheorghe" (monument istoric)
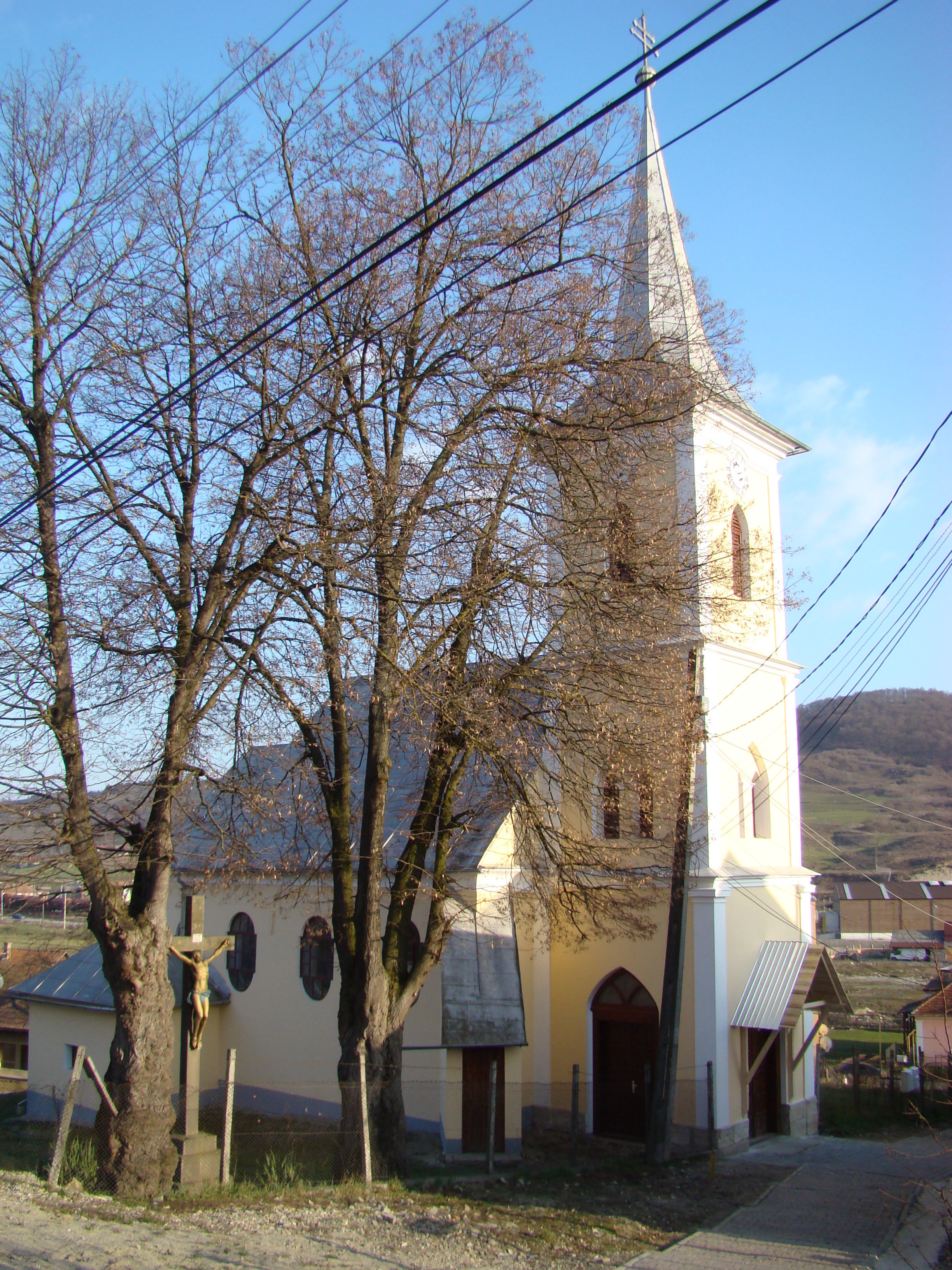
Biserica romano-catolică (monument istoric)
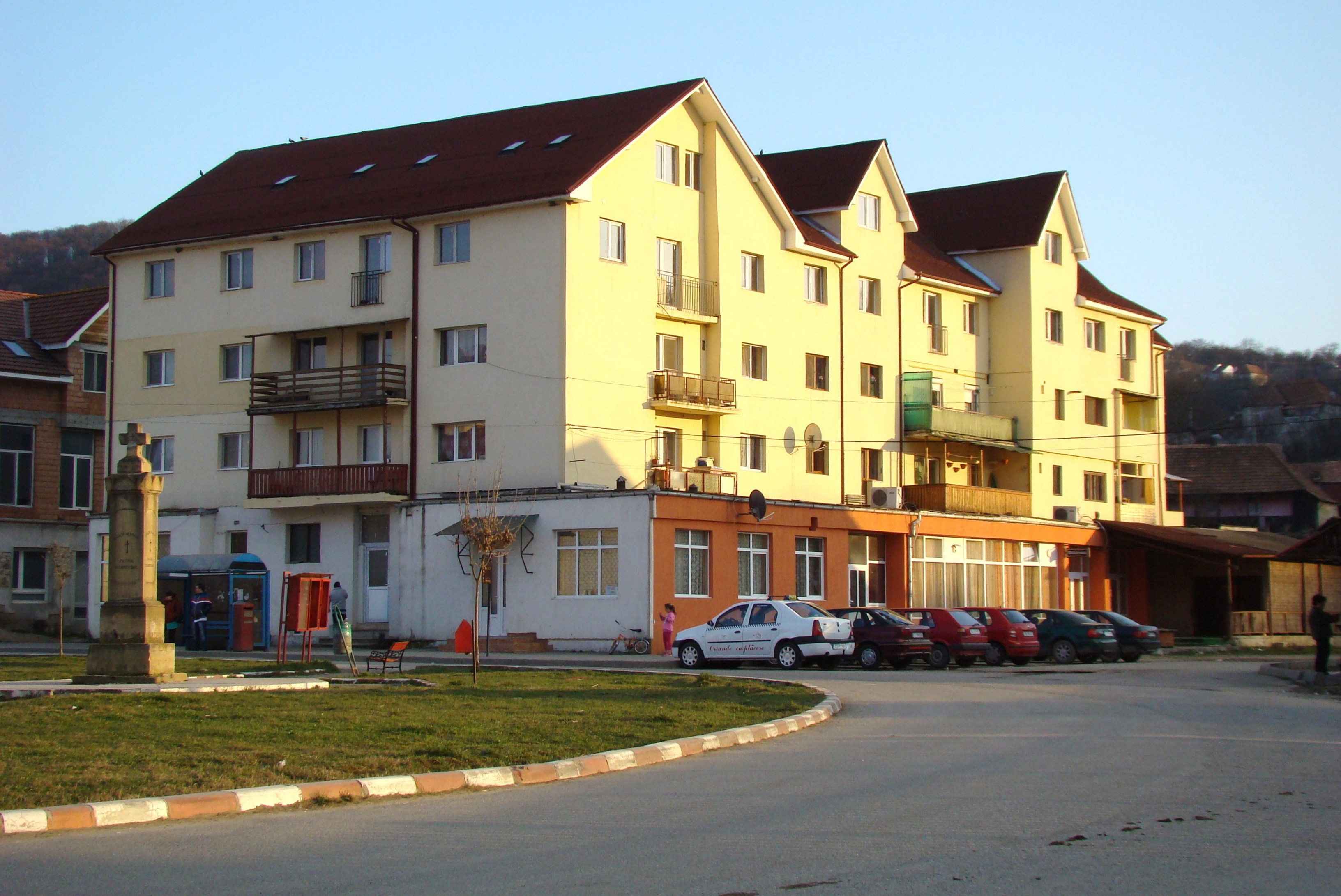
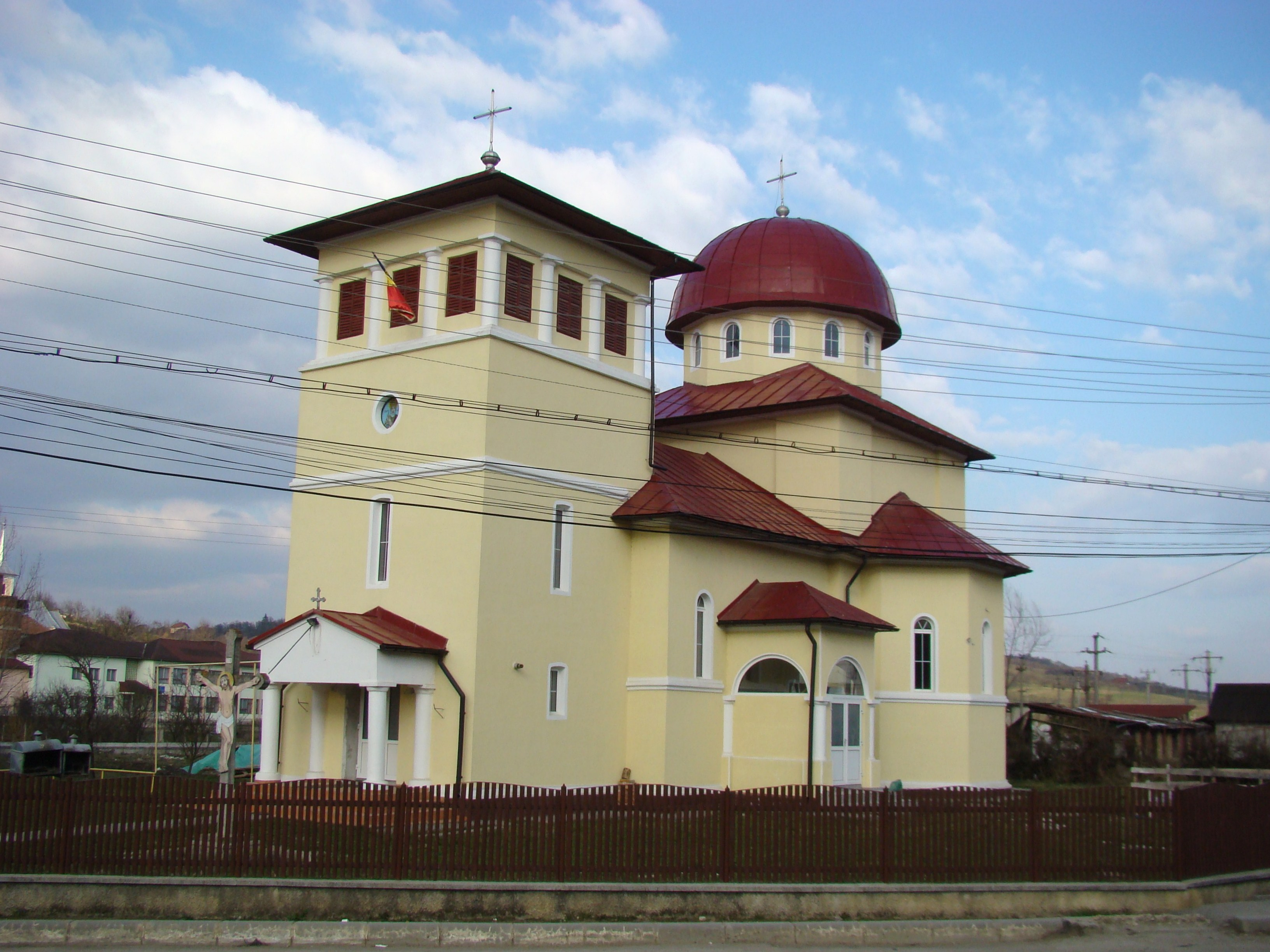
Biserica ortodoxă „Sfântul Nicolae”
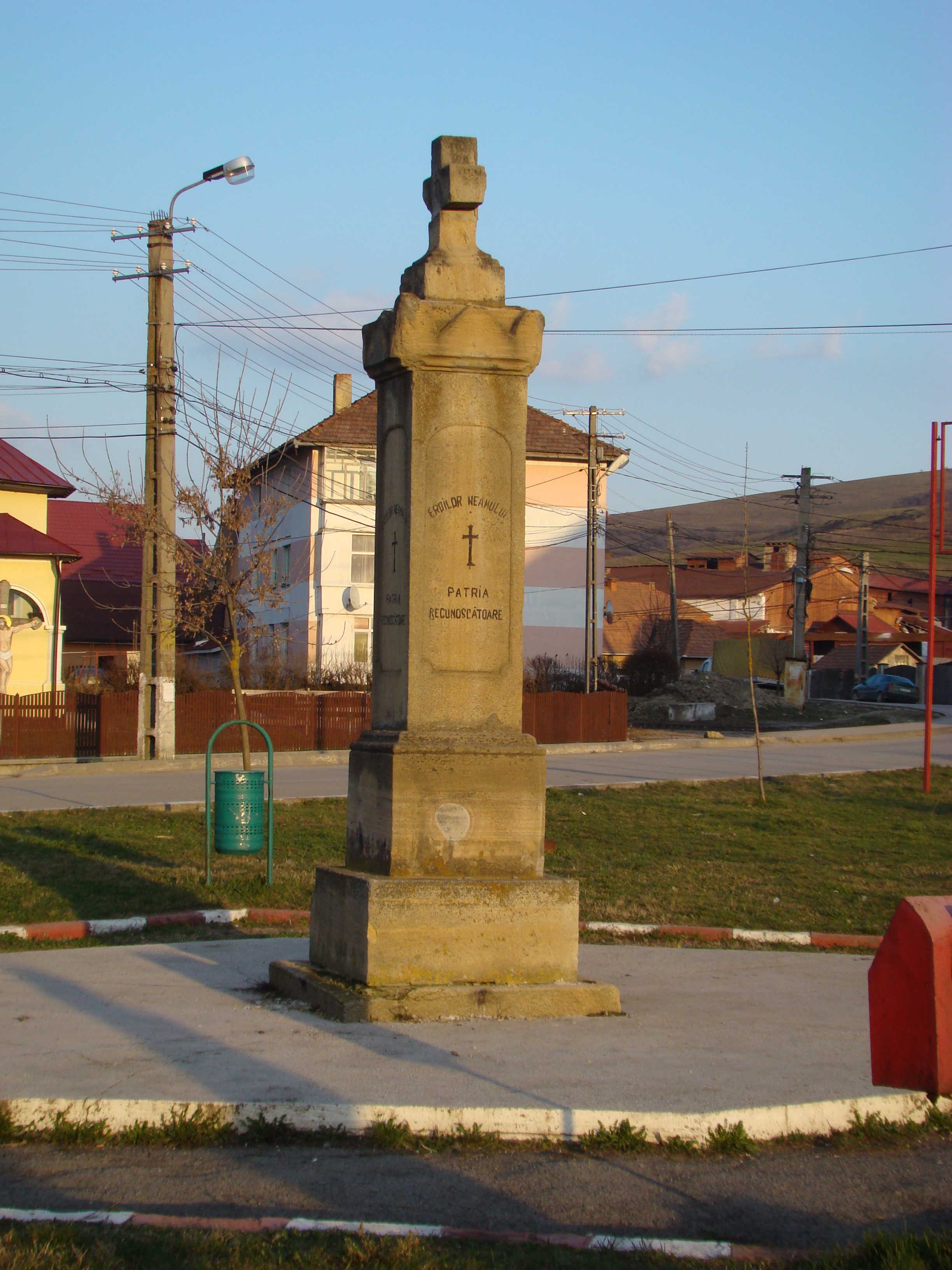
Monumentul Eroilor
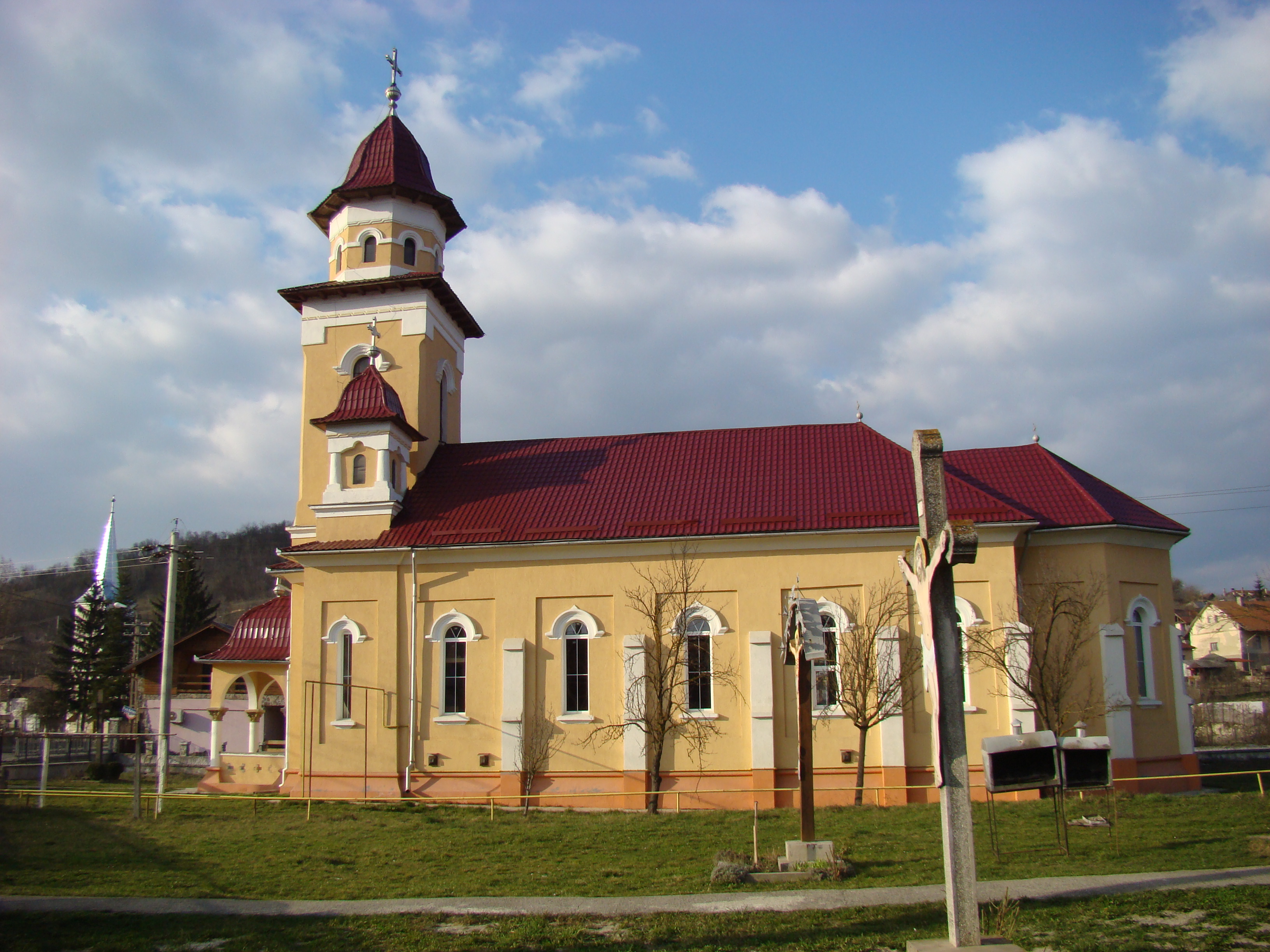
Biserica greco-catolică „Sfântul Gheorghe”
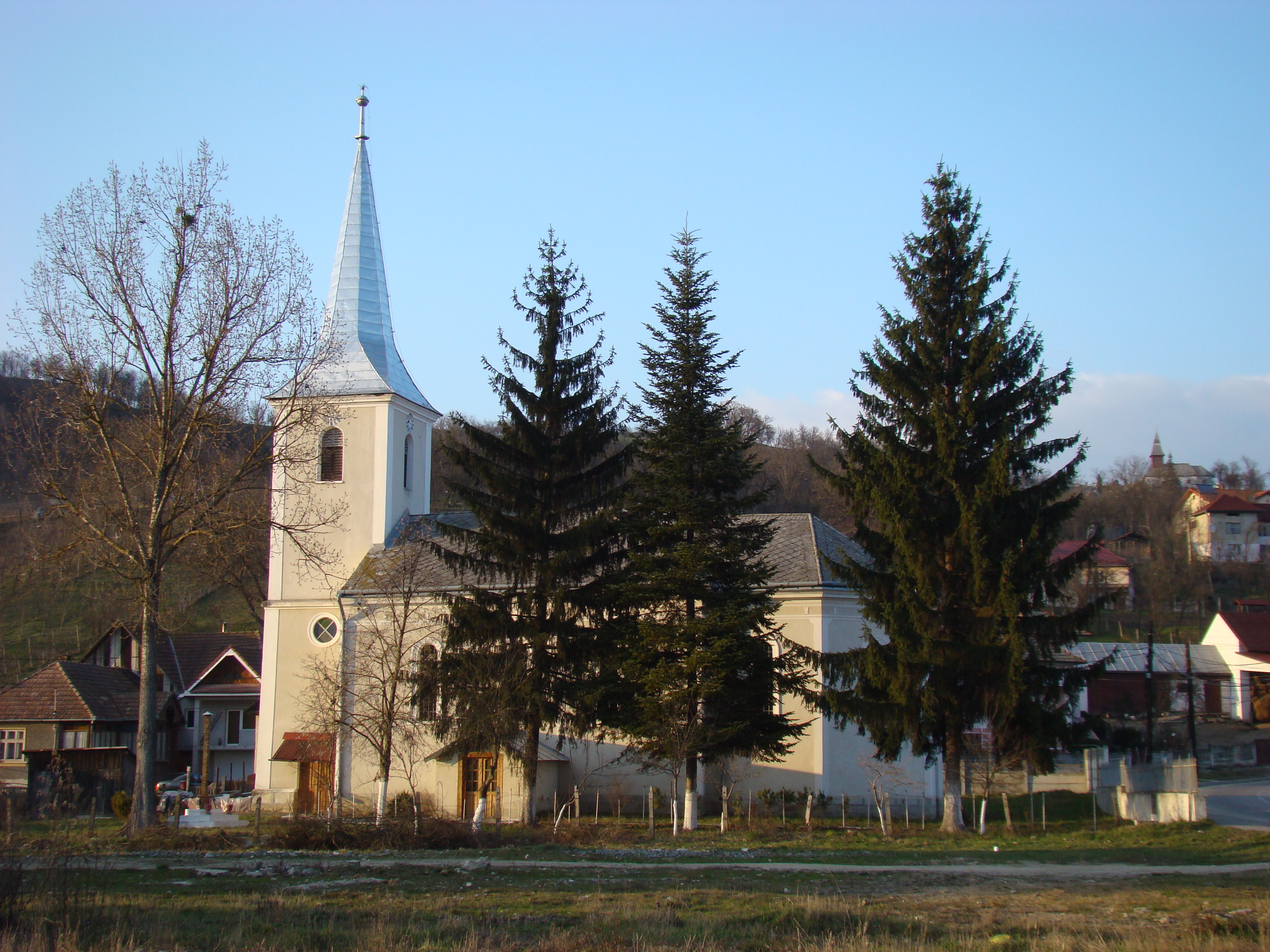
Biserica reformată